# Gwido Langer

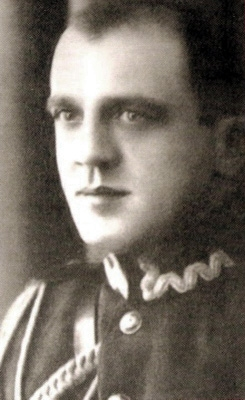
Gwido Langer
(um 1930)

Karol Gwido Langer (* 2. September 1894 in Sillein, Österreich-Ungarn; † 30. März 1948 in Kinross, Schottland) (Deckname: „Luc“) war vor und zu Beginn des Zweiten Weltkriegs Leiter des polnischen Biuro Szyfrów (BS) (deutsch: „Chiffrenbüro“). Hierdurch und durch seine Rolle beim legendären Geheimtreffen französischer, britischer und polnischer Codeknacker Ende Juli 1939 im Kabaty-Wald von Pyry trug er wesentlich dazu bei, dass in der Folge die britischen Codebreaker im englischen Bletchley Park den von der deutschen Wehrmacht mithilfe der Rotor-Schlüsselmaschine Enigma verschlüsselten Nachrichtenverkehr entziffern konnten.

## Leben

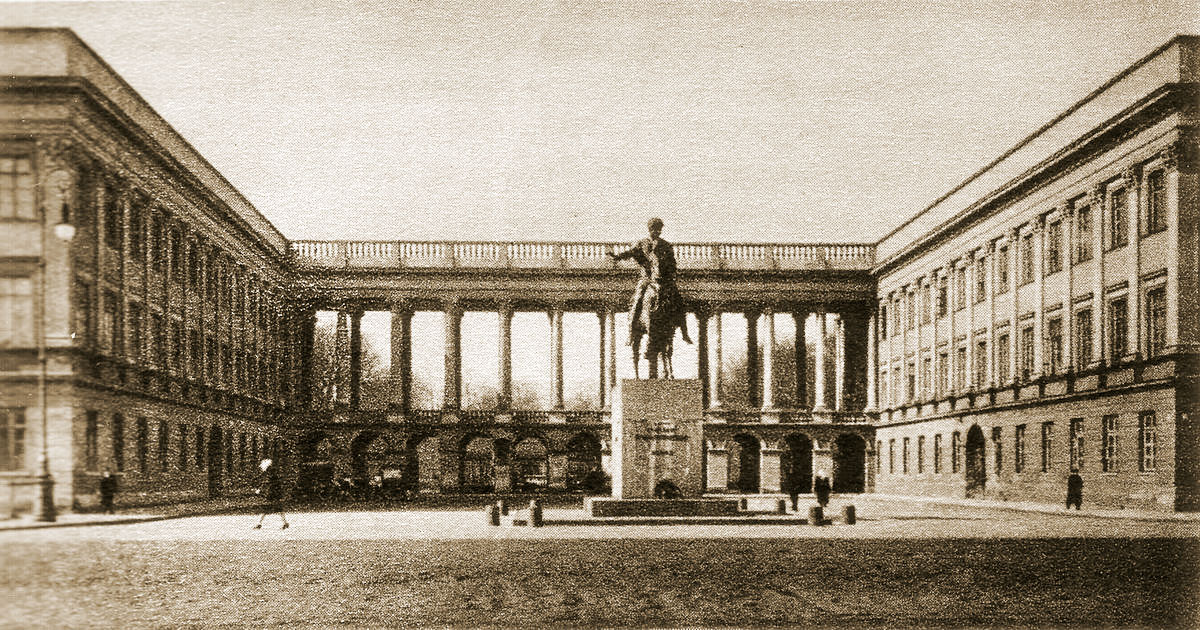
Gwido Langer arbeitete im Sächsischen Palais (poln. Pałac Saski) in Warschau, das Sitz des Biuro Szyfrów war

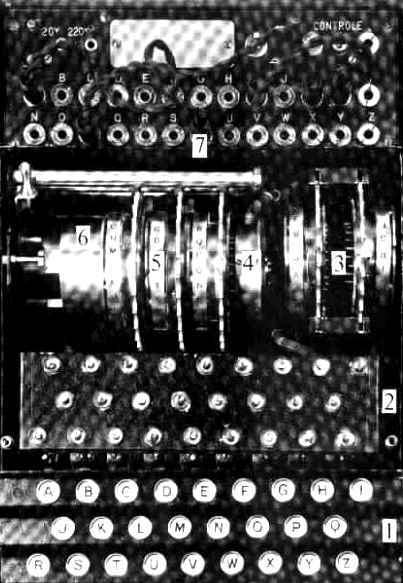
Beim polnischen Enigma-Nachbau, von dem Mitte der 1930er Jahre mindestens 15 Stück gefertigt wurden, waren Tasten (1), Lampen (2) und Steckbuchsen (7), wie bei der deutschen Enigma-C, einfach alphabetisch angeordnet.

Gwido Langer wurde in der damals zu Österreich-Ungarn gehörenden und heute im Norden der Slowakei liegenden Stadt Sillein (heute: Žilina) geboren. Er verbrachte seine Kindheit in der 60 km nördlich davon gelegenen Stadt Teschen, aus der seine Familie stammte. Teschen (heute: Cieszyn im Süden Polens) lag unmittelbar an der österreichisch-ungarischen Grenze zum Königreich Polen, das damals zum Kaiserreich Russland gehörte, und unweit des Dreiländerecks von Österreich-Ungarn, Russland und Deutschland.
Gerade 17 Jahre geworden, besuchte er ab dem 17. September 1911 die Theresianische Militärakademie in Wiener Neustadt, bis der Erste Weltkrieg ausbrach. Er wurde Offizier im österreichisch-ungarischen 16. Landwehr-Infanterieregiment „Krakau“ und geriet am 4. Juni 1916 in russische Kriegsgefangenschaft. Nach seiner Freilassung trat er der neugegründeten polnischen Armee bei und wurde kurz darauf, während der Oktoberrevolution erneut verhaftet, nun von den Sowjets. Nach seiner Flucht aus einem sowjetischen Gefangenenlager entkam er ins inzwischen wieder neu entstandene und unabhängig gewordene Polen.
Nach erfolgreicher Verwendung in unterschiedlichen militärischen Dienststellen, zuletzt als Leiter der Funkaufklärung im Generalstab, und paralleler Weiterausbildung, unter anderem in der Militärakademie Wyższa Szkoła Wojenna in Warschau (bis 1925), durchlief Langer eine steile militärische Laufbahn und wurde am 1. Januar 1931 zum Podpułkownik (Oberstleutnant) befördert. Noch im selben Jahr wurde er in Nachfolge von Franciszek Pokorny Leiter des bereits gegen Ende des Ersten Weltkriegs durch Oberst i. G. Jan Kowalewski (1892–1965) gegründeten Biuro Szyfrów (BS).
Er sorgte in der Folge dafür, dass junge und begabte Mathematiker das BS verstärkten, so die 1932 hinzugekommenen Marian Rejewski, Jerzy Różycki und Henryk Zygalski, denen noch im selben Jahr der erste Einbruch in die von der deutschen Reichswehr zur Verschlüsselung ihres geheimen Nachrichtenverkehrs eingesetzten Enigma-Maschine glückte. Die kryptanalytischen Erfolge des BS konnten, trotz der von deutscher Seite immer wieder neu eingeführten kryptographischen Komplikationen, bis 1939 kontinuierlich fortgeführt werden, während sich zeitgleich französische und britische Stellen vergeblich um die Entzifferung der Enigma bemühten. Die polnischen Spezialisten hatten sich außer Enigma-Nachbauten (siehe Bild) auch zwei speziell zur Entzifferung dienende Maschinen konstruiert, genannt Zyklometer und Bomba, die zwei beziehungsweise dreimal zwei hintereinander geschaltete und um jeweils drei Drehpositionen versetzte Enigma-Maschinen verkörperten.
Kurz vor dem deutschen Überfall auf ihr Land und angesichts der akut drohenden Gefahr, entschlossen sie sich, ihr gesamtes Wissen über die erkannten Schwächen der Maschine und der deutschen Verfahren sowie ihre bewährten Methoden zu deren Entzifferung und auch Entzifferungsergebnisse an ihre Verbündeten weiterzugeben. Am 26. und 27. Juli 1939 kam es zu einem legendären Treffen französischer, britischer und polnischer Codeknacker im Wald von Pyry etwa 20 km südlich von Warschau, bei dem Langer zusammen mit seinen Mitarbeitern den verblüfften Briten und Franzosen die polnischen Methodiken offenlegte.
Nur wenige Wochen später, im September 1939, nach dem deutschen Überfall auf Polen, musste Oberstleutnant Langer, wie alle Mitarbeiter des BS, sein Land verlassen, floh über Rumänien und fand zunächst Asyl in Frankreich, wo er, zusammen mit vielen seiner Mitarbeiter im „PC Bruno“, einer geheimen nachrichtendienstlichen Einrichtung der Alliierten in der Nähe von Paris, seine erfolgreiche kryptanalytische Arbeit gegen die Enigma fortsetzen konnte. Mit der deutschen Offensive gegen Frankreich im Juni 1940 musste sie erneut vor der anrückenden Wehrmacht flüchten und fanden einen neuen Standort (Tarnname: „Cadix“) bei Uzès in der freien südlichen Zone Frankreichs. Im März 1943, beim Versuch aus dem inzwischen von deutschen Truppen komplett besetzten Frankreich ins benachbarte Spanien zu fliehen, wurde er gefangen genommen und von der SS im Schloss Eisenberg (im Erzgebirge) interniert. Trotz intensiver Verhöre, gelang es ihm, sein Wissen über die Enigma und deren Bruch geheim zu halten. Nach dem Krieg, den er mit Glück überlebte, teilte er das Schicksal vieler polnischer Helden, die nach 1945 nicht in ihr Land zurückkehrten. Ihm blieb zu Lebzeiten auch jegliche Anerkennung für seine Verdienste verwehrt. Langer ließ sich enttäuscht, verbittert und vereinsamt in Schottland nieder. Er starb 53-jährig und wurde in einem Soldatengrab für ehemalige Mitglieder der polnischen Streitkräfte auf dem Wellshill-Friedhof im schottischen Perth bestattet.

## Postume Ehrung

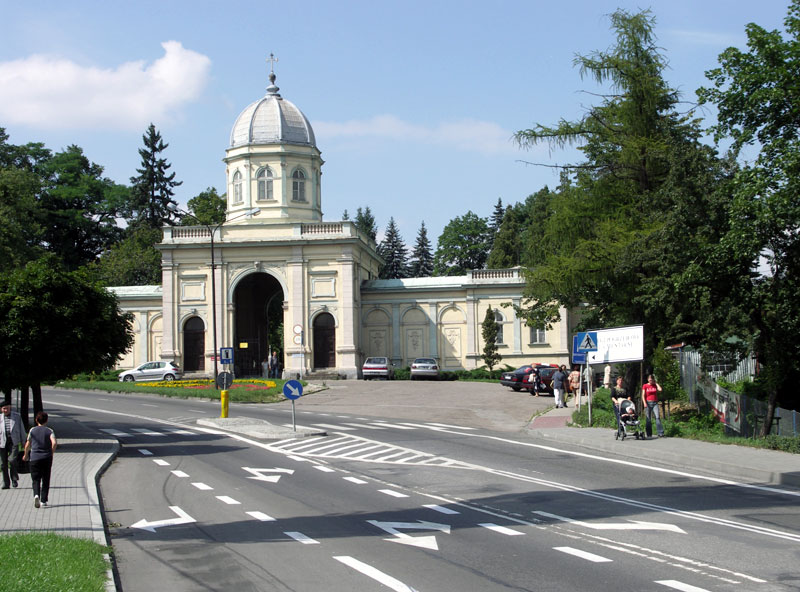
Portal des Friedhofs von Cieszyn, auf dem er seine letzte Ruhe fand

Am 1. Dezember 2010 wurden die sterblichen Überreste von Oberst Karol Gwido Langer exhumiert und mit militärischen Ehren ins heimatliche Cieszyn überführt. Ihm wurde postum die höchste Klasse, das Großkreuz des Ordens Polonia Restituta verliehen. Am 10. Dezember desselben Jahres fand er auf dem städtischen Friedhof von Cieszyn in seiner Heimaterde die letzte Ruhe.